# Hapoel Tel Aviv BC
O Hapoel Tel Aviv Basketball Club (em hebraico:  הפועל תל אביב), conhecido também como Hapoel SP Tel Aviv por motivos de patrocinadores, é um clube de basquetebol baseado em Tel Aviv, Israel que atualmente disputa a Ligat HaAl e à partir da temporada 2025-26 também disputará a EuroLiga. Manda seus jogos na Shlomo Group Arena com capacidade para 3.504 espectadores.

## Histórico de Temporadas
| Temporada | Nível | Liga        | Pos. | J     | PL  | Resultado         | Copa do Estado    | Copa da Liga      |
| --------- | ----- | ----------- | ---- | ----- | --- | ----------------- | ----------------- | ----------------- |
| 2005–06   | 1     | Ligat HaAl  | 8    | 13-7  |     | -                 | -                 | 3 Eurocopa TR     |
| 2006–07   | 2     | Liga Leumit | 14   | 17-9  |     | Rebaixado         | Oitavas de finais | -                 |
| 2007–08   | 5     | Liga Bet    | 1    | 22-0  |     | Promove           | -                 | -                 |
| 2008–09   | 4     | Liga Alef   | 1    | 22-0  |     | Promove           | -                 | -                 |
| 2009–10   | 3     | Liga Artzit | 1    | 22-0  |     | Promove           | -                 | -                 |
| 2010–11   | 2     | Liga Leumit | 1    | 23-3  | 3-5 | Finalista         | Semifinalista     | -                 |
| 2011–12   | 2     | Liga Leumit | 1    | 22-4  | 7-2 | Promovido campeão | Quartas de finais | -                 |
| 2012–13   | 1     | Ligat HaAl  | 8    | 13-14 | 0-3 | Quartas de finais | Quartas de finais | Quartas de finais |
| 2013–14   | 1     | Ligat HaAl  | 6    | 15-13 | 1-3 | Quartas de finais | Semifinalista     | Semifinalista     |
| 2014–15   | 1     | Ligat HaAl  | 7    | 17-16 | 0-3 | Quartas de finais | Quartas de finais | Semifinalista     |
| 2015–16   | 1     | Ligat HaAl  | 8    | 15-18 | 2-3 | Quartas de finais | Quartas de finais | -                 |
| 2016–17   | 1     | Ligat HaAl  | 10   | 14-19 |     |                   | Quartas de finais | Semifinais        |
| 2017-18   | 1     | Ligat HaAl  | 5    | 19-14 | 3-2 | Semifinais        | Quartas de finais | Quartas de finais |
| 2018-19   | 1     | Ligat HaAl  | 8    | 14-19 |     |                   | Semifinais        |                   |

fonte:eurobasket.com

## Títulos

### Eurocopa de Basquete
- Campeão (1): 2024-25

### Ligas israelenses
- Campeão (5): 1959-60, 1960–61, 1964–65, 1965–66, 1968–69

### Copa do Estado de Israel
- Campeão (4): 1961-62, 1968–69, 1983–84, 1992–93

### Divisões inferiores
- Campeão (4): 2007-08 (Liga Bet - 5ª divisão), 2008-09 (Liga Alef - 4ª divisão), 2009-10 (Liga Artzit - 3ª divisão), 2011-12 (Liga Leumit - 2ª divisão)
- Finalista (1)':2010-11 (Liga Leumit - 2ª divisão)

## Jogadores Notáveis
- Haim Hazan 13 temporadas: '53-'66
- Zvi Lubezki 15 temporadas: '56-'71
- Rami Gutt 13 temporadas: '59-'72
- Gershon Dekel 14 temporadas: '61-'75
- Mark Torenshine 9 temporadas: '68-'77
- Barry Leibowitz 11 temporadas: '68-'69, '71-'82
- Dave Newmark 2 temporadas: '73-'74, '77-'78
- Danny Bracha 11 temporadas: '73-'84
- Pinchas Hozez 11 temporadas: '74-'85
- John Willis 8 temporadas: '76-'82, '84-'85, '86-'87
- Boaz Yanai 1 temporada: '79-'80
- LaVon Mercer 8 temporadas: '80-'88
- Kenny Labanowski 4 temporadas: '81-'85
- Amos Frishman 11 temporadas: '81-'89, '90-'93
- Mike Largey 4 temporadas: '83-'87
- Ofer Fleischer 6 temporadas: '84-'87, '93-'95, '98-'99
- Shimon Amsalem 10 temporadas: '85-'94, '98-'99
- John Dalzell 2 temporadas: '87-'88, '91-'92
- Haim Zlotikman 2 temporadas: '87-'88, '92-'93
- Linton Townes 2 temporadas: '87-'89
- Howard Lassoff 3 temporadas: '87-'90
- Dennis Williams 2 temporadas: '88-'90
- Keith Bennett 3 temporadas: '88-'91
- James Terry 4 temporadas: '88-'89, '90-'91, '94-'96
- Derrick Hamilton 1 temporada: '89
- Mike Gibson 1 temporada: '90
- David Henderson 1 temporada: '90-'91
- Doug Lee 1 temporada: '91-'92
- Purvis Short 1 temporada: '91-'92
- David Thirdkill 3 temporadas: '91-'94
- Tomer Steinhauer 3 temporadas: '91-'94
- Terry Fair 1 temporada: '92-'93
- Radenko Dobras 3 temporadas: '92-'93, '95, '00-'01
- Lior Arditi 2 temporadas: '93-'95
- Meir Tapiro 2 temporadas: '94-'96
- Buck Johnson 1 temporada: '94-'95
- Milt Wagner 1 temporada: '94-'95
- Nenad Marković 1 temporada: '95-'96
- Gil Mossinson 6 temporadas: '95-'98, '02-'03, '04-'06
- Kevin Bradshaw 3 temporadas: '96-'99
- Dror Hagag 3 temporadas: '01-'04
- Cedric Ceballos 1 temporada: '02
- Chris King 1 temporada: '02-'03
- Billy Keys 1 temporada: '02-'03
- Nikola Bulatović 1 temporada: '02-'03
- Yaniv Green 2 temporadas: '02-'04
- Matan Naor 12 temporadas: '02-'04, '07-'17
- Virginijus Praškevičius 1 temporada: '03-'04
- Jasmin Hukić 1 temporada: '03-'04
- Michael Wright 1 temporada: '03-'04
- William Avery 1 temporada: '04
- Samo Udrih 1 temporada: '04-'05
- Kenny Williams 1 temporada: '04-'05
- Marcus Hatten 1 temporada: '05-'06
- Jeron Roberts 1 temporada: '05-'06
- Bar Timor 2 temporadas: '11-'13
- Curtis Kelly 3 temporadas: '11-'13, '15
- Jonathan Skjöldebrand 4 temporadas: '11-'15
- Jeff Allen 3 temporadas: '12-'13, '15-'16, '17
- Brian Randle 1 temporada: '13
- Carlon Brown 1 temporada: '13-'14
- Raviv Limonad 5 temporadas: '13-presente
- Yancy Gates 1 temporada: '14-'15
- Durand Scott 1 temporada: '14-'15
- Tamir Blatt 3 temporadas: '14-'17
- Tre Simmons 1 temporada: '15-'16
- Nate Robinson 1 temporada: '16
- Richard Howell 1 temporada: '16-'17
- Mark Lyons 1 temporada: '16-'17
- Alando Tucker 1 temporada: '16-'17